# Hydrophis ornatus
Hydrophis ornatus is een slang uit de onderfamilie zeeslangen (Hydrophiinae) van de familie koraalslangachtigen (Elapidae).

## Naam en indeling
De wetenschappelijke naam van de soort werd voor het eerst voorgesteld door John Edward Gray in 1842. Oorspronkelijk werd de wetenschappelijke naam Aturia ornata gebruikt, de slang werd later aan het niet meer erkende geslacht Chitulia toegekend. De soortaanduiding ornatus betekent vrij vertaald 'versierd'.

### Ondersoorten
De soort wordt verdeeld in drie ondersoorten die onderstaand zijn weergegeven, met de auteur en het verspreidingsgebied.
| Naam                           | Auteur          | Verspreidingsgebied                           |
| ------------------------------ | --------------- | --------------------------------------------- |
| Hydrophis ornatus godeffroyi   | Peters, 1873    | ?                                             |
| Hydrophis ornatus maresinensis | Mittleman, 1947 | ?                                             |
| Hydrophis ornatus ornatus      | Gray, 1842      | Het grootste deel van het verspreidingsgebied |

## Uiterlijke kenmerken
De slang bereikt een lichaamslengte tot 112 centimeter, het lichaam is relatief dik en de staart is zijwaarts afgeplat. De grote kop is duidelijk te onderscheiden van het lichaam door de aanwezigheid van een insnoering. De slang heeft 42 tot 54 rijen hexagonale schubben in de lengte op het midden van het lichaam. De dorsale schubben kunnen overlappen en hebben een puntig midden of zijn gekield. en 235 tot 298 schubben aan de buikzijde. Onder de staart zijn 38 tot 50 schubben aanwezig. De lichaamskleur is grijsbruin met 30 tot 60 brede donkere dwarsbanden.

## Levenswijze
De slang is zowel overdag als 's nachts actief. De vrouwtjes zijn eierlevendbarend en zetten een tot vier volledig ontwikkelde jongen af. Op het menu staan vissen, Hydrophis ornatus heeft zich echter gespecialiseerd in het jagen op zeekatten, die tot de inktvissen behoren. De slang is giftig en wordt beschouwd als gevaarlijk voor mensen.

## Verspreiding en habitat
De soort komt voor in de zeeën en landen Indische Oceaan, Zuid-Chinese Zee, Golf van Thailand, Indische Oceaan, Perzische Golf (Pakistan, Sri Lanka, India, Indonesië, Papoea-Nieuw-Guinea, Maleisië, Vietnam, Myanmar, China, Hongkong, Taiwan, Japan, Oman, Verenigde Arabische Emiraten, Iran, Filipijnen en Australië. De habitat bestaat uit ondiepe kuststreken in estuaria, koraalriffen of met een zanderige of modderige bodem. De soort is aangetroffen tot een diepte van ongeveer 22 meter onder het zee-oppervlak.

## Beschermingsstatus
Door de internationale natuurbeschermingsorganisatie IUCN is de beschermingsstatus 'veilig' toegewezen (least concern of LC).

## Synoniemen
- Hydrophis laevis Lütken, 1863[5]
- Hydrophis ellioti Günther, 1864
- Distira andamanica Annandale, 1905
- Distira mjobergi Lönnberg & Andersson, 1913
- Hydrophis lamberti Smith, 1917